# Министерство внутренних дел Ирака
Министе́рство вну́тренних дел Ира́ка (араб. وزارة الداخلية العراق‎) — орган исполнительной власти Ирака, осуществляющий функции полиции и защиты государственной границы. МВД включает в себя различные виды подразделений, такие как полиция, дорожно-патрульные и транспортные отделы, спасательные подразделения, отряды сапёров и пограничников. После реформы сотрудники службы защиты объектов также были включены в состав МВД. Численность сотрудников МВД оценивается приблизительно в 380 430 чел., а бюджет по данным Министерства финансов составил $3,8 млрд в 2008 году.
Во времена президентства Саддама Хуссейна министерство выполняло широкий ряд функций, включая борьбу с оппозицией и иными нежеланными лицами. После вторжения войск США и международной коалиции данное министерство не было упразднено, в отличие от министерства обороны и спецслужб Ирака. Планировалось сохранить полицейские функции за данным органом, который был просто реструктурирован.